# جون بیکن-برسی
جون بیکن-برسی (انگلیسی: June Bacon-Bercey; ۲۳ اکتبر ۱۹۲۸ – ۳ ژوئیهٔ ۲۰۱۹) دانشمند و کارشناس بین‌المللی در زمینه هواشناسی و هوانوردی اهل ایالات متحده آمریکا بود. که برای اداره ملی اقیانوسی و جوی، خدمات هواشناسی ملی ایالات متحده آمریکا و کمیسیون انرژی اتمی ایالات متحده آمریکا کار می‌کرد.
او معتقد بود که نخستین زن آفریقایی-آمریکایی است که مدرک هواشناسی را بدست آورد و این موضوع که او اولین زن آفریقایی-آمریکایی هواشناسی تلویزیونی بوده تأیید شد.